# Xanthorrhoea arenaria
Xanthorrhoea arenaria är en grästrädsväxtart som beskrevs av D.J.Bedford. Xanthorrhoea arenaria ingår i släktet Xanthorrhoea och familjen grästrädsväxter. Inga underarter finns listade i Catalogue of Life.